# 日本において獄死もしくは恩赦された死刑囚の一覧
日本において獄死もしくは恩赦された死刑囚の一覧（にほんにおいてごくしもしくはおんしゃされたしけいしゅうのいちらん）は、日本の刑事事件で死刑が確定した死刑囚のうち、執行されなかった死刑囚の一覧である。

## 概要
死刑を執行されなかった理由として、恩赦により無期懲役などに減刑され死刑を免れる場合と、病死もしくは自殺によって死刑が執行されなかった場合がある。前者については1975年（昭和50年）の福岡事件の実行犯に対する恩赦が最後であるが、後者については比較的多い。なお、死刑判決を受けながらも後に冤罪が判明し、再審で無罪が認められた元死刑囚については、別項を参照のこと。

## 戦後、恩赦で減刑になった死刑囚
- デフォルトでは確定日（死刑確定日）の昇順に配列。事件名の列は死刑囚の仮名順にソートされる。

| 事件名（仮名）                        | 事件発生日 | 確定日     | 恩赦日     | 備考 |
| ------------------------------------- | ---------- | ---------- | ---------- | --- |
| 同性愛少年友人一家殺傷放火事件 (S)    | 1944/07/29 | 1945/09/05 | 1947/02/18 | 犯行当時は旧制中学校4年生で、未成年者（少年死刑囚）。華族の血筋。無期懲役に減刑。 |
| 樺太・西柵丹強盗殺人事件 (佐々木鐵司) | 1944/10/23 | 1945/07/17 | 1949/12/24 | ソ連軍の樺太侵攻のため、公判記録が滅失。死刑執行手続が出来ないため、その特殊事情により恩赦。無期懲役に減刑。                                                                                             |
| 名古屋愚連隊殺人事件 (K)              | 1947/06/21 | 1948/03/11 | 1949/03/23 | 犯行時17歳（少年死刑囚）であったため、少年法改正により恩赦減刑。 |
| 岐阜県清見村一家3人殺害事件 (I)       | 1947/04/09 | 1948/06/08 | 1949/03/23 | 同上。 |
| 鹿児島一家3人強盗殺傷放火事件 (A)     | 1947/12/18 | 1948/12/05 | 1949/04/06 | 同上。 |
| 岩手県広瀬村老女殺害事件 (K)          | 1947/09/14 | 1948/06/04 | 1950/07/29 | 共犯2名は一審死刑、控訴審無期懲役判決。量刑の均衡のため恩赦減刑。 |
| 愛知肝とり殺人事件 (平岩文男)         | 1948/04/01 | 1948/10/18 | 1952/04/28 | サンフランシスコ講和条約批准恩赦で無期懲役に減刑。 |
| 荒尾隣人夫婦殺害事件 (K)              | 1946/07/09 | 1949/02/09 | 1952/04/28 | 同上。 |
| 和歌山一家8人殺害事件 (O)             | 1946/01/29 | 1949/08/18 | 1952/04/28 | 同上。 |
| 三重県柿野村内妻殺害事件 (N)          | 1948/04/21 | 1949/08/18 | 1952/04/28 | 同上。 |
| 警官殺し (近藤才治)                   | 1947/05/06 | 1949/11/30 | 1952/04/28 | 同上。 |
| 滋賀刑務所看守部長殺害事件 (T)        | 1948/08/01 | 1949/12/22 | 1952/04/28 | 同上。 |
| 志和堀村両親殺害事件 (M)              | 1948/06/11 | 1950/02/21 | 1952/04/28 | 広島県で発生した小学校助教員による尊属殺人。他の死刑囚とともにサンフランシスコ講和条約批准恩赦で無期懲役に減刑。                                                                                         |
| 小田原一家5人殺害事件 (S)             | 1949/09/14 | 1951/09/06 | 1952/04/28 | 犯行時19歳（少年死刑囚）。一審判決時の判事が減刑のための運動をしたことでも知られる。他の死刑囚とともにサンフランシスコ講和条約批准恩赦で無期懲役に減刑。仮釈放中の1984年7月8日に殺人未遂事件を起こした。 |
| 強盗計画者による家人射殺事件 (P)      | 1949/10/15 | 1951/11/08 | 1952/04/28 | サンフランシスコ講和条約批准恩赦で無期懲役に減刑。 |
| 静岡雇い主一家3人殺害事件 (I)         | 1950/06/25 | 1952/01/23 | 1952/04/28 | 同上。 |
| 大分県上井田村内妻一家3人刺殺事件 (S) | 1950/09/15 | 1952/03/18 | 1952/04/28 | 同上。 |
| 貸しボート上暴力団抗争射殺事件 (T)    | 1950/07/20 | 1952/09/05 | 1952       | 同上。この恩赦は基準日に上訴中の者にも、確定後に適用された。 |
| 鳥取県大宮村林業従事者殺害事件 (M)    | 1950/08/07 | 1953/03/24 | 1953       | 同上。 |
| 共同事業者青酸ビール毒殺事件 (S)      | 1950/05    | 1953/11/17 | 1954       | 同上。 |
| 茨城県磯浜町一家5人殺傷事件 (S)       | 1949/10/04 | 1953/11/27 | 1954       | 同上。 |
| 滝川老女殺害事件 (S)                  | 1948/03/07 | 1949/05/17 | 1954/01/15 | 少年死刑囚。反省の情が顕著なため個別恩赦減刑。 |
| 滝川老女殺害事件 (S)                  | 1948/03/07 | 1949/07/14 | 1954/01/15 | 上記共犯者。 |
| 菅野村強盗殺人・放火事件 (山本宏子)   | 1949/06/10 | 1951/07/10 | 1969/09/02 | 戦後女性死刑囚第1号、重度の精神障害などのために減刑。1978年病死。 |
| 市川博徒仲間殺害事件 (Y)              | 1948/05/17 | 1952/03/28 | 1970/07/17 | 個別恩赦減刑。 |
| 福岡事件 (I)                          | 1947/05/20 | 1956/04/17 | 1975/06/17 | 殺害現場にいた実行犯が恩赦減刑。現場にいなかった男性Nが「主犯」とされて死刑を執行されたが、Nは冤罪である可能性が指摘されている。                                                                         |

## 戦後、病死した主な死刑囚
- デフォルトでは死去日の昇順に配列。事件名の列は死刑囚の仮名順・氏名の50音順にソートされる。

| 事件名（死刑囚名）                        | 事件発生日             | 確定日     | 死去日     | 年齢  | 備考 |
| ----------------------------------------- | ---------------------- | ---------- | ---------- | ----- | --- |
| 三鷹事件（竹内景助）                      | 1949/07/15             | 1955/06/22 | 1967/01/18 | 45    | 本人は陰謀論による冤罪を主張。東京拘置所が本人の頭痛の訴えを拘禁症状として無視したところ、脳腫瘍であり重度の痴呆状態に陥り死亡。後に国は竹内の遺族に慰謝料を支払った |
| ブローカー連続殺人事件 (Y)                | 1952/04- 1954/03       | 1960/08/30 | 1969/11    | 63    | |
| 城辺町の老夫婦殺し (H)                    | 1960/06/13             | 1964/12/08 | 1972       | 57-58 | |
| 奈留島の女雑貨商殺し (M)                  | 1955/09/28             | 1962/05/29 | 1974/01/24 | 55    | 無罪を主張。 |
| 帝銀事件（平沢貞通）                      | 1948/01/26             | 1955/05/07 | 1987/05/10 | 95    | 肺炎により死去。現在も冤罪との指摘がある。それゆえか最後まで死刑執行が行われなかった。 |
| 牟礼事件（佐藤誠）                        | 1950/04/13             | 1958/08/05 | 1989/10/27 | 81    | 実行犯による証言のみ。物的証拠がないため冤罪との指摘がある。再審請求8回。クモ膜下出血のため死亡。81歳。 |
| 愛知連続強盗殺人事件 (U)                  | 1993/02- 1993/03       | 2001/09/20 | 2003/02/28 | 33    | 強盗で2名殺害、1名重傷。他にも窃盗など余罪多数。名古屋拘置所拘置中に突然死した。 |
| 波崎事件 (T)                              | 1963/08/26             | 1976/04/01 | 2003/09/03 | 86    | 慢性腎不全のため死亡。物証と自白がないまま死刑が言い渡された為、冤罪との指摘がある。晩年は寝たきりの状態であった。 |
| 空知連続殺人事件 (H)                      | 1972/05 1974/05        | 1990/09/13 | 2004/06/04 | 70    | 本人は冤罪を主張。進行性胃癌による全身衰弱のため死亡。 |
| 自殺偽装夫殺害事件 (M)                    | 1974/08 1978/04        | 1991/01/31 | 2007/07/17 | 75    | 女性死刑囚としては戦後5人目。急性心筋梗塞で入院し間質性肺炎を併発し病死。一件について無罪を主張し再審請求中だった。 |
| 岡山女性殺害事件 (U)                      | 2001/08/09             | 2007/11/30 | 2008/02/07 | 68    | 胆管癌のため死亡。殺人罪で服役し仮釈放された無期懲役囚による再犯。歴史上初めて、法務大臣自身が死亡の事実を記者発表した。 |
| 山中湖連続殺人事件（澤地和夫）            | 1984/10/11             | 1993/07/07 | 2008/12/16 | 68    | 元警視庁警部。死刑再開への抗議のため上告取下げ、確定。2007年に胃癌が判明、手術したが完治せず、延命治療を拒否したため2008年12月16日、多臓器不全で死亡。69歳。再審請求中だった。公判中の1989年1月、手記『監獄日記 東京拘置所の四季』（彩流社）を出版。以後『東京拘置所 死刑囚物語 獄中20年と死刑囚の仲間たち』（2006年3月・彩流社）、『なぜ死刑なのですか 元警察官死刑囚の言い分』（2006年10月・柘植書房新社）を刊行したほか、死後の2010年4月にも『殺意の時 元警察官・死刑囚の告白』が刊行されている。共犯のIは1995年に死刑確定。 |
| 名古屋・福岡連続殺人事件 (P)              | 1995/01                | 2006/11/24 | 2009/01/04 | 62    | かつて交際していた女性を名古屋で殺害し、逃走先の福岡でタクシー強盗殺人をしたとして死刑が確定した在日韓国人。体調不良と発熱を訴え抗生剤を投与されたが、就寝中に肺炎になり翌日死亡が確認された。名古屋事件ついては無罪を主張し再審請求中だった。 |
| 高岡暴力団組長夫婦射殺事件 (W)            | 2000/07/13             | 2009/01/22 | 2009/05/02 | 56    | 元暴力団組長。独居房内で吐血、食道静脈瘤と診断され入院するが肝不全による出血性ショックのため死亡。死刑判決確定4ヶ月弱で病死。もう一人の主犯も死刑が確定したが、2014年に名古屋拘置所で病死。共犯は懲役18年がそれぞれ確定している。 |
| 三崎事件（荒井政男）                      | 1971/12/21             | 1990/10/16 | 2009/09/03 | 82    | 冤罪との指摘がある。敗血症で死亡。死刑確定の翌年に再審請求し、死亡時も地裁で審理されていた。晩年は糖尿病や高血圧を患っていた。 |
| 神奈川2件強盗殺人事件 (I)                 | 1988/12- 1989/01       | 2004/04/27 | 2009/10/27 | 72    | 本人は冤罪を主張。一審では二件のうち一件は無罪だったが、二審ではともに有罪となった。肺炎のため死亡。 |
| 入間暴力団組員5人射殺事件 (Y)             | 2003/12/14             | 2008/04/24 | 2010/01/02 | 62    | 肝臓癌のため東京拘置所で死亡。 |
| 架空建設計画取引による連続殺人事件 (T)    | 1996/06/08 1996/11/19  | 2009/12/11 | 2010/04/14 | 66    | 小脳出血のため死亡。末期ガンであった。 |
| 高知連続保険金殺人事件 (S)                | 1987/01/17- 1992/08/16 | 2004/11/19 | 2011/01/27 | 83    | 無罪を主張。死刑確定時77歳。女性死刑囚としては最高齢。肝臓癌のため死亡。 |
| 警察庁広域重要指定118号事件 (K)           | 1986-1991              | 2004/06/25 | 2011/01/29 | 67    | 共犯6人のうちKを含む3人が死刑。Kは東京拘置所から仙台拘置支所に移送され、一般病院で胆管癌治療中に死亡。 |
| 連合赤軍事件（永田洋子）                  | 1971/08- 1972/02       | 1993/02/19 | 2011/02/05 | 65    | 脳腫瘍のため、東京拘置所で死亡。 |
| 日立女子中学生誘拐殺人事件 (W)            | 1978/10/16             | 1988/04/28 | 2013/06/23 | 74    | 再審請求中であった。クモ膜下出血のため東京拘置所で死亡。 |
| 警察庁広域重要指定118号事件 (S)           | 1986-1991              | 2004/06/25 | 2013/08/15 | 73    | 再審請求棄却。急性肺炎のため仙台拘置支所で死亡。 |
| 伊勢崎女子中学生2人殺害事件 (U)           | 1976/04/01             | 1989/12/08 | 2013/11/15 | 62    | 再審請求中であった。肺癌のため東京拘置所で死亡。 |
| 埼玉2女性殺害事件（石田富蔵）             | 1973-1974              | 1989/06/13 | 2014/04/19 | 92    | 2件のうち1件については無関係を主張していた。治療を受けていたが前立腺癌のため東京拘置所で死亡。 |
| 豊中市2人殺害事件 (N)                     | 1998/02/19             | 2006/06/13 | 2014/05/15 | 66    | 食道癌のため、大阪医療刑務所で死亡。 |
| 警察庁広域重要指定118号事件 (O)           | 1986-1991              | 2004/06/25 | 2014/06/26 | 60    | 再審請求中であった。急性呼吸器不全のため東京拘置所で死亡。本事件の死刑確定囚3人は全員死刑を執行されぬまま病死。 |
| あきる野市資産家姉弟強盗殺人事件 (O)      | 2008/04/09             | 2013/12/17 | 2014/07/02 | 66    | 転移性脳腫瘍のため東京拘置所で死亡。 |
| 高岡暴力団組長夫婦射殺事件 (I)            | 2000/07/13             | 2009/01/22 | 2014/07/16 | 67    | 旧姓O。元暴力団幹部。再審請求中であった。肝臓癌のため名古屋拘置所で死亡。本事件の死刑確定囚は両名とも死刑を執行されぬまま病死。 |
| 名張毒ぶどう酒事件（奥西勝）              | 1961/03/28             | 1972/06/15 | 2015/10/04 | 89    | 第9次再審請求中であった。肺炎のため八王子医療刑務所で死亡。 |
| マニラ連続保険金殺人事件 (M)              | 1994/12- 1996/6        | 2007/01/30 | 2016/01/22 | 61    | 双子の兄。肺炎のため八王子医療刑務所で死亡。共犯の弟と他1名も死刑確定囚。 |
| 広島・岡山独居老人強盗殺人事件 (K)        | 2003- 2004             | 2011/03/24 | 2016/02/14 | 84    | 上告中にアルツハイマー病と診断され、死刑確定後には嚥下性肺炎などを併発。再審請求を行っていたものの、認知症が進行していた。アルツハイマー病に伴う摂食障害と老衰のため広島拘置所外の病院で死亡。 |
| 埼玉愛犬家連続殺人事件 (S)                | 1993/04/20-08/26       | 2009/06/05 | 2017/03/27 | 75    | 元夫婦による犯行。元夫S。2016年11月頃から体調を崩し、病院で治療を受けていた。刑を執行されぬまま、2017年3月27日早朝、東京拘置所において病死。 |
| 連続企業爆破事件（大道寺将司）            | 1974/08/30- 1975/05/04 | 1987/03/24 | 2017/05/24 | 68    | 多発性骨髄腫のため東京拘置所で病死。 |
| 福岡連続保険金殺人事件（浜田武重）        | 1978/03- 1979/05/      | 1988/03/08 | 2017/06/26 | 90    | 福岡拘置所で病死。 |
| 警察庁広域重要指定124号事件（小田島鐡男） | 2002/08- 2002/11/      | 2007/11/01 | 2017/09/16 | 74    | 東京拘置所で病死。死亡時の姓は畠山。 |
| 山梨キャンプ場殺人事件（阿佐吉廣）        | 1997/03- 2000/05/      | 2012/12/11 | 2020/02/11 | 70    | 間質性肺炎のため東京拘置所で病死。 |
| 埼玉友人3人殺害事件 (T)                   | 1972/02- 1974/02/      | 1999/02/25 | 2020/10/17 | 88    | 肺炎のため東京拘置所で病死。 |
| お台場フィリピン人バラバラ殺人事件 (N)    | 1999/04/22- 2008/04/03 | 2012/12/14 | 2020/12/13 | 61    | 慢性腎不全のため東京拘置所で病死。 |
| 医師ら生き埋め殺人事件（高橋義博）        | 1992/07                | 2006/10/26 | 2021/2/3   | 71    | 2021年2月3日、急性冠症候群のため東京拘置所で病死。 事件発覚前（1994年10月）には「冬虫夏草研究会会長」の肩書で著書『奇跡を呼ぶ冬虫夏草』（KKベストセラーズ）を出版しており、死刑確定後の2008年には福島瑞穂（参議院議員）が実施したアンケートで同書の著者であることを明かしている。 |
| 鶴見事件（高橋和利）                      | 1988/06/20             | 2006/03/28 | 2021/10/08 | 87    | 再審請求中であった。誤嚥性肺炎のため東京拘置所で病死。 |
| 本庄夫婦強盗殺人事件 (I)                  | 2007/02/21             | 2012/03/02 | 2021/12/12 | 76    | 心不全のため東京拘置所で病死。 |
| 鳥取連続不審死事件 (U)                    | 2009/05 - 2009/10      | 2017/08/23 | 2023/01/14 | 49    | 広島拘置所で食べ物を喉に詰まらせて窒息死。 |
| マニラ連続保険金殺人事件 (I)              | 2014/10 - 2015/10      | 2023/06/21 | 2023/08/24 | 49    | 慢性腎不全と診断され、東京拘置所内の病院に入院する準備を進めていたが24日昼過ぎに容体が急変。心停止となり、救命措置を講じたが死亡が確認された。 |
| 北見市資産家夫婦殺害事件(K)               | 1988/10/21             | 2009/12/04 | 2023/09/23 | 78    | 2023年6月以降、衰弱の為札幌刑務所の病棟へ移設。肺炎や糖尿病などと診断され、昏睡状態に陥っていたが、9月23日午前、誤嚥性肺炎による呼吸不全で死亡した。 |
| 警察庁広域重要指定124号事件（M）          | 2002/08- 2002/11/      | 2011/11/22 | 2024/09/09 | 73    | 2024年7月に入浴中のめまいで転倒。8月に転移性肝がんと大腸がんと診断されて東京拘置所内で治療中だったが、9月9日午前4時55分ごろに死亡が確認された。 |
| 関西青酸連続死事件（K）                   | 2007/12- 2013/12/      | 2021/07/17 | 2024/12/26 | 78    | 2024年12月26日の7時半頃に大阪拘置所の部屋で布団の上で仰向けになって倒れているのを職員が発見。職員の呼びかけにも応答せず、AEDで蘇生措置を行ったが、最終的に病院に搬送され、10時頃に死亡が確認された。死因は解剖の結果、死因は心タンポナーデによる病死であることが判明、遺骨は遺族に引き渡された。 |
| 大牟田4人殺害事件（KJ）                   | 2004/9/16 2004/9/18    | 2011/10/17 | 2025/3/6   | 81    | 元暴力団組長で、妻子3人とともに知人母子3人ら4人を殺害した。共犯の妻子3人も死刑が確定。広島拘置所に在監していたが、肺炎の治療のため、2025年2月に西日本成人矯正医療センターに移送。同所で治療を受けていたが、同年3月6日20時20分頃、肺炎のため死亡した。 |
| マニラ連続保険金殺人事件（MK）            | 1994/12- 1995/06       | 2007/01/30 | 2025/05/01 | 70    | フィリピンのマニラで双子の兄（死刑確定、2016年に病死）らと共謀し、1994年に宮崎県宮崎市の元会社員男性（当時43歳）の死亡保険金を得る目的で、顔にラップを被せるなどして窒息死させた。また1995年には愛知県名古屋市の貿易商男性（当時47歳）を同様に保険金目的で殺害した。名古屋拘置所に収監されていたが、2024年11月に肺炎のため愛知県内の病院に入院しており、2025年5月1日に老衰死。 |

## 戦後、自殺した主な死刑囚
- デフォルトでは死去日の昇順に配列。事件名の列は死刑囚の仮名順・氏名の50音順にソートされる。

| 事件名（死刑囚名）                      | 事件発生日 | 確定日     | 死去日     | 年齢 | 備考 |
| --------------------------------------- | ---------- | ---------- | ---------- | ---- | --- |
| 大田原女性セールスマン殺害事件 (M)      | 1971/08/02 | 1974/07    | 1975/09/05 | 34   | 東京拘置所の独房で、鉄格子に引き裂いたシーツを縛りつけ、首吊り自殺。 |
| 福岡現金輸送車職員毒殺事件 (T)          | 1964/12/15 | 1969/12/23 | 1975/10/03 | 38   | 家庭不和解決のため、筑後市職員に支給されるボーナスを奪うことを計画し、福岡県筑後市で、知人の市役所職員ら3人がボーナス資金を運搬していた乗用車に乗り込み、青酸カリ入りの強肝疲労回復剤を言葉巧みに飲ませた。1人は吐き出して助かったが、2人はそのまま死亡した。事件当時、手口が帝銀事件に酷似しているとして話題になった。 1975年10月3日朝、収監先の福岡拘置支所の独房内で、左手首を剃刀で切って自殺。この日はTの死刑執行が予定されており、死刑執行日の自殺は極めて稀である。以来、死刑囚に対し死刑執行の事前通告を一切しなくなったとされる。 当日はT以外にも、福岡2人連続殺傷事件のK死刑囚にも刑が執行される予定だったが、Tの自殺のためにKの死刑執行は2日後（10月5日）に延期された。 |
| 新潟デザイナー誘拐殺人事件 (Y)          | 1965/01/13 | 1971/06/01 | 1977/05/21 | 35   | 東京拘置所の独房の窓ガラスを割り、その破片で首を切り自殺。 |
| 平取事件 (O)                            | 1979/07/18 | 1993/12/10 | 1999/11/08 | 55   | 1999年11月8日朝、収監先の札幌拘置支所で入浴中、剃刀で右首（頸静脈）と左手首を切りつけて自殺。死刑確定者の自殺は1961年以降、4例目だった。 それ以前の1997年10月12日にも、ポリ袋を粘着テープで鼻の穴に固定し、窒息死による自殺を図っていたが、この時は職員に気づかれ、未遂に終わっていた。 |
| 日医大事件・前橋スナック銃乱射事件 (YO) | 2003/01/25 | 2014/03/14 | 2020/01/26 | 71   | 東京拘置所で服を着たまま布団の中で、自作の刃物で首を切りつけて自殺。 |